# سارة سميث (ممثلة)
سارة سميث هي ممثلة كندية، ولدت في 12 أكتوبر 1982 في كندا.

## أعمال

### أفلام
- (2011) 50/50[1]

## وصلات خارجية
- سارة سميث على موقع IMDb (الإنجليزية)
- سارة سميث على موقع قاعدة بيانات الفيلم (الإنجليزية)